# Campeonato Peruano de Futebol de 2025 – Primeira Divisão
A Liga 1 de Fútbol Profesional de 2025, também chamada simplesmente de Liga 1 de 2025 e, por motivos de patrocínio, conhecida como Liga 1 Te Apuesto 2025, é uma competição oficial da Federação Peruana de Futebol (em castelhano: "Federación Peruana de Fútbol"; abreviada como FPF) e corresponde à Primeira Divisão do Futebol Profissional no Peru. Marca a 109ª edição da principal divisão do futebol peruano, a 60ª temporada desde a descentralização do campeonato em 1966, a sétima sob a denominação "Liga 1", e a segunda com patrocínio da casa de apostas Te Apuesto.
A FPF, por meio da Liga de Futebol Profissional e da Comissão Organizadora de Competições, é responsável por organizar, controlar, administrar, operar e dirigir todas as atividades relacionadas à Liga1 Te Apuesto de 2025.
A edição de 2025 conta com 19 equipes participantes: 
- 15 remanescentes da temporada anterior;
- 4 vindos da Liga 2 de 2024: sendo 2 promovidos esportivamente e 2 readmitidos na elite por decisão judicial.

A competição teve início em 7 de fevereiro. A tabela de jogos da temporada foi sorteada em 14 de janeiro de 2025.

## Regulamento

### Sistema de disputa
A competição será dividida em 3 etapas:
|  | 1. Torneo Apertura – 19 rodadas, todos contra todos (jogos de ida) 2. Torneo Clausura – 19 rodadas, todos contra todos (jogos de volta) 3. Play-Offs – mata-mata entre os melhores colocados |

Cada torneio (Apertura e Clausura) tem tabela própria e começa com todos os clubes zerados em pontos. A soma dos pontos dos dois torneios forma a Tabela Acumulada (ou classificação geral), que define:
|  | ― Classificados para a Libertadores e Sul-Americana de 2026 ― Clubes rebaixados ― Clubes que avançam aos Play-Offs (fase final) |

| Play-Offs | Cenário 1: Clubes diferentes vencem Apertura e Clausura Os Play-Offs têm semifinais e final. Classificam-se: Os campeões do Apertura e Clausura (se estiverem no Top 8 da Tabela Acumulada) e os dois melhores da Tabela Acumulada (exceto os campeões). Confrontos em ida e volta, com vantagem de mando para o melhor posicionado. Critérios de desempate: pontos, saldo de gols e pênaltis. Vencedores das semifinais jogam a final dos Play-Offs para definir o Campeão Nacional. |
| Play-Offs | Cenário 2: Mesmo clube vence Apertura e Clausura Esse clube é proclamado Campeão Nacional direto. Jogam-se Play-Offs apenas para definir o vice-campeão. Participam: 2º da Tabela Acumulada (entra direto na final) e 3º x 4º lugar (disputam a Fase 1, ida e volta). O vencedor da Fase 1 enfrenta o 2º colocado na Fase 2 (final pelo vice). |

### Classificação para os torneios da CONMEBOL de 2026
| Posição  | Times diferentes vencem Apertura + Clausura          | Mesmo time vence Apertura + Clausura | Torneios da CONMEBOL de 2026 |
| -------- | ---------------------------------------------------- | ------------------------------------ | ---------------------------- |
| 1º lugar | Vencedor da Final dos Play-Offs                      | Campeão direto                       | Libertadores como Peru 1     |
| 2º lugar | Perdedor da Final dos Play-Offs                      | Vencedor da Fase 2                   | Libertadores como Peru 2     |
| 3º lugar | Semifinalista com melhor posição na Tabela Acumulada | Perdedor da Fase 2                   | Libertadores como Peru 3     |
| 4º lugar | Outro semifinalista                                  | Perdedor da Fase 1                   | Libertadores como Peru 4     |
| 5º a 8º' | Definidos pela Tabela Acumulada                      | Definidos pela Tabela Acumulada      | Sul-Americana como Peru 1−4  |

### Rebaixamento para a segunda divisão
Ao final da temporada regular, as equipes que ocuparem as três últimas colocações da Tabela Acumulada (classificação geral) serão rebaixados para a Liga 2 de 2026.

## Participantes
Inicialmente, 17 equipes participariam da Liga 1 Te Apuesto de 2025: os 15 melhores colocados da Liga 1 de 2024, além do campeão e vice-campeão da Liga 2 de 2024 — Alianza Universidad e Juan Pablo II College, respectivamente. O Juan Pablo II College conquistou o acesso pela primeira vez em sua história, enquanto o Alianza Universidad retornou à elite após sua última participação em 2020. Os clubes promovidos substituíram Carlos A. Mannucci, Universidad César Vallejo e Unión Comercio, que foram rebaixados ao final da temporada de 2024. No entanto, os clubes Ayacucho e Binacional foram reintegrados à primeira divisão após vencerem ações judiciais contra a Federação Peruana de Futebol, elevando o número total de participantes para 19 equipes.

### Informações dos clubes
| Time                  | Cidade      | Região     | Estádio (mando)              | Capacidade | Títulos (último)    |
| --------------------- | ----------- | ---------- | ---------------------------- | ---------- | ------------------- |
| ADT                   | Tarma       | Junín      | Estádio Huancayo             | 20 000     | 0 (nenhum)          |
| Alianza Atlético      | Sullana     | Piúra      | Estádio Melanio Coloma       | 4 000      | 0 (nenhum)          |
| Alianza Lima          | Lima        | Lima       | Alejandro Villanueva         | 35 000     | 25 (último em 2022) |
| Alianza Universidad   | Huánuco     | Huánuco    | Heraclio Tapia               | 25 000     | 0 (nenhum)          |
| Atlético Grau         | Piura       | Piúra      | Estádio Miguel Grau          | 7 000      | 0 (nenhum)          |
| Ayacucho              | Ayacucho    | Ayacucho   | Ciudad de Cumaná             | 15 000     | 0 (nenhum)          |
| Cienciano             | Cusco       | Cusco      | Inca Garcilaso de la Vega    | 45 000     | 0 (nenhum)          |
| Comerciantes Unidos   | Cutervo     | Cajamarca  | Juan Maldonado Gamarra       | 8 000      | 0 (nenhum)          |
| Cusco                 | Cusco       | Cusco      | Inca Garcilaso de la Vega    | 45 000     | 0 (nenhum)          |
| Binacional            | Juliaca     | San Román  | Guillermo Briceño Rosamedina | 20 000     | 1 (último em 2019)  |
| Deportivo Garcilaso   | Cusco       | Cusco      | Inca Garcilaso de la Vega    | 45 000     | 0 (nenhum)          |
| Juan Pablo II College | Chongoyape  | Lambayeque | Mansiche                     | 25 036     | 0 (nenhum)          |
| Los Chankas           | Andahuaylas | Apurímaque | Estádio Los Chankas          | 10 000     | 0 (nenhum)          |
| Melgar                | Arequipa    | Arequipa   | Monumental de la UNSA        | 60 000     | 2 (último em 2015)  |
| Sport Boys            | Callao      | Callao     | Miguel Grau                  | 17 000     | 6 (último em 1984)  |
| Sport Huancayo        | Huancayo    | Junín      | Huancayo                     | 20 000     | 0 (nenhum)          |
| Sporting Cristal      | Lima        | Lima       | Alberto Gallardo             | 11 600     | 20 (último em 2020) |
| Universitario         | Lima        | Lima       | Monumental                   | 80 093     | 28 (atual campeão)  |
| UTC                   | Cajamarca   | Cajamarca  | Héroes de San Ramón          | 18 000     | 0 (nenhum)          |

## Torneo Apertura
O Torneio Apertura será disputado em sistema de pontos corridos, com todos os times se enfrentando uma vez (jogos apenas de ida). A competição terá um total de 19 rodadas. Todos os clubes começarão o torneio com zero pontos na tabela de classificação. O clube que terminar em primeiro lugar na tabela de classificação ao fim das 19 rodadas será declarado campeão. O campeão do Apertura garantirá vaga nos Playoffs, desde que termine também entre os oito primeiros colocados da classificação geral (soma dos pontos do Apertura e do Clausura). Caso não atinja essa colocação mínima, perderá o direito de participar dos Playoffs, mesmo sendo vencedor do Apertura.

### Classificação
| Pos | Equipe                | Pts | J  | V  | E | D  | GP | GC | SG  | Classificação |
| --- | --------------------- | --- | -- | -- | - | -- | -- | -- | --- | ------------- |
| 1   | Universitario         | 35  | 16 | 11 | 2 | 3  | 37 | 12 | +25 | Playoffs      |
| 2   | Alianza Lima          | 33  | 16 | 10 | 3 | 3  | 18 | 10 | +8  |               |
| 3   | Alianza Atlético      | 31  | 16 | 10 | 1 | 5  | 27 | 16 | +11 |               |
| 4   | Melgar                | 29  | 16 | 8  | 5 | 3  | 26 | 18 | +8  |               |
| 5   | Cusco                 | 28  | 16 | 8  | 4 | 4  | 29 | 19 | +10 |               |
| 6   | Sporting Cristal      | 28  | 16 | 9  | 1 | 6  | 28 | 22 | +6  |               |
| 7   | Deportivo Garcilaso   | 27  | 17 | 8  | 3 | 6  | 28 | 18 | +10 |               |
| 8   | Sport Huancayo        | 27  | 16 | 8  | 3 | 5  | 22 | 18 | +4  |               |
| 9   | Cienciano             | 22  | 16 | 5  | 7 | 4  | 28 | 23 | +5  |               |
| 10  | Los Chankas           | 21  | 16 | 5  | 6 | 5  | 22 | 23 | −1  |               |
| 11  | Sport Boys            | 20  | 16 | 5  | 5 | 6  | 25 | 25 | 0   |               |
| 12  | ADT                   | 20  | 16 | 5  | 5 | 6  | 22 | 29 | −7  |               |
| 13  | Atlético Grau         | 19  | 16 | 4  | 7 | 5  | 20 | 22 | −2  |               |
| 14  | UTC                   | 18  | 16 | 5  | 3 | 8  | 17 | 33 | −16 |               |
| 15  | Binacional            | 17  | 16 | 4  | 5 | 7  | 18 | 27 | −9  |               |
| 16  | Juan Pablo II College | 15  | 15 | 4  | 3 | 8  | 18 | 25 | −7  |               |
| 17  | Comerciantes Unidos   | 11  | 16 | 2  | 5 | 9  | 17 | 29 | −12 |               |
| 18  | Ayacucho              | 9   | 16 | 2  | 3 | 11 | 12 | 27 | −15 |               |
| 19  | Alianza Universidad   | 8   | 16 | 1  | 5 | 10 | 14 | 32 | −18 |               |

## Torneo Clausura
O Torneio Clausura será disputado no sistema todos contra todos, em turno único, com os clubes enfrentando os adversários em partidas de volta (inversão de mando em relação ao Apertura). Assim como no Apertura, serão realizadas 19 rodadas no Clausura. Todos os clubes começarão o Clausura com zero pontos na tabela de classificação. O clube que terminar em primeiro lugar na tabela de classificação ao final do Torneio Clausura será declarado campeão. O campeão do Clausura também terá direito a disputar os Playoffs, desde que termine entre os oito primeiros colocados da Tabela Acumulada (considerando os pontos somados no Apertura e no Clausura). Caso não alcance essa posição mínima, o clube perderá o direito de disputar os Playoffs, mesmo tendo vencido o Clausura.

### Classificação
| Pos | Equipe                | Pts | J | V | E | D | GP | GC | SG | Classificação |
| --- | --------------------- | --- | - | - | - | - | -- | -- | -- | ------------- |
| 1   | ADT                   | 0   | 0 | 0 | 0 | 0 | 0  | 0  | 0  | Playoffs      |
| 2   | Alianza Atlético      | 0   | 0 | 0 | 0 | 0 | 0  | 0  | 0  |               |
| 3   | Alianza Lima          | 0   | 0 | 0 | 0 | 0 | 0  | 0  | 0  |               |
| 4   | Alianza Universidad   | 0   | 0 | 0 | 0 | 0 | 0  | 0  | 0  |               |
| 5   | Atlético Grau         | 0   | 0 | 0 | 0 | 0 | 0  | 0  | 0  |               |
| 6   | Ayacucho              | 0   | 0 | 0 | 0 | 0 | 0  | 0  | 0  |               |
| 7   | Binacional            | 0   | 0 | 0 | 0 | 0 | 0  | 0  | 0  |               |
| 8   | Cienciano             | 0   | 0 | 0 | 0 | 0 | 0  | 0  | 0  |               |
| 9   | Comerciantes Unidos   | 0   | 0 | 0 | 0 | 0 | 0  | 0  | 0  |               |
| 10  | Cusco                 | 0   | 0 | 0 | 0 | 0 | 0  | 0  | 0  |               |
| 11  | Deportivo Garcilaso   | 0   | 0 | 0 | 0 | 0 | 0  | 0  | 0  |               |
| 12  | Juan Pablo II College | 0   | 0 | 0 | 0 | 0 | 0  | 0  | 0  |               |
| 13  | Los Chankas           | 0   | 0 | 0 | 0 | 0 | 0  | 0  | 0  |               |
| 14  | Melgar                | 0   | 0 | 0 | 0 | 0 | 0  | 0  | 0  |               |
| 15  | Sport Boys            | 0   | 0 | 0 | 0 | 0 | 0  | 0  | 0  |               |
| 16  | Sport Huancayo        | 0   | 0 | 0 | 0 | 0 | 0  | 0  | 0  |               |
| 17  | Sporting Cristal      | 0   | 0 | 0 | 0 | 0 | 0  | 0  | 0  |               |
| 18  | Universitario         | 0   | 0 | 0 | 0 | 0 | 0  | 0  | 0  |               |
| 19  | UTC                   | 0   | 0 | 0 | 0 | 0 | 0  | 0  | 0  |               |

## Classificação geral
A partir do Torneio Clausura, será elaborada uma classificação geral, somando os resultados do Apertura e do Clausura, excluindo eventuais partidas extras de definição. Ordem de critérios para classificação: (a) Maior número de pontos; (b) Maior saldo de gols; (c) Maior número de gols marcados. Se dois ou mais clubes permanecerem empatados após aplicar os critérios acima, será considerado o desempenho nos confrontos diretos entre eles, conforme esta ordem: (a) Maior número de pontos conquistados nos confrontos diretos; (b) Melhor saldo de gols nos confrontos diretos; (c) Maior número de gols marcados nos confrontos diretos; (d) Fair Play acumulado; (e) Sorteio.
| Pos | Equipe                | Pts | J  | V  | E | D  | GP | GC | SG  | Classificação                                 |
| --- | --------------------- | --- | -- | -- | - | -- | -- | -- | --- | --------------------------------------------- |
| 1   | Universitario         | 35  | 16 | 11 | 2 | 3  | 37 | 12 | +25 | Playoffs e Taça Libertadores (fase a definir) |
| 2   | Alianza Lima          | 33  | 16 | 10 | 3 | 3  | 18 | 10 | +8  | Playoffs e Taça Libertadores (fase a definir) |
| 3   | Alianza Atlético      | 31  | 16 | 10 | 1 | 5  | 27 | 16 | +11 | Primeira fase da Copa Sul-Americana           |
| 4   | Melgar                | 29  | 16 | 8  | 5 | 3  | 26 | 18 | +8  | Primeira fase da Copa Sul-Americana           |
| 5   | Cusco                 | 28  | 16 | 8  | 4 | 4  | 29 | 19 | +10 | Primeira fase da Copa Sul-Americana           |
| 6   | Sporting Cristal      | 28  | 16 | 9  | 1 | 6  | 28 | 22 | +6  | Primeira fase da Copa Sul-Americana           |
| 7   | Deportivo Garcilaso   | 27  | 17 | 8  | 3 | 6  | 28 | 18 | +10 |                                               |
| 8   | Sport Huancayo        | 27  | 16 | 8  | 3 | 5  | 22 | 18 | +4  |                                               |
| 9   | Cienciano             | 22  | 16 | 5  | 7 | 4  | 28 | 23 | +5  |                                               |
| 10  | Los Chankas           | 21  | 16 | 5  | 6 | 5  | 22 | 23 | −1  |                                               |
| 11  | Sport Boys            | 20  | 16 | 5  | 5 | 6  | 25 | 25 | 0   |                                               |
| 12  | ADT                   | 20  | 16 | 5  | 5 | 6  | 22 | 29 | −7  |                                               |
| 13  | Atlético Grau         | 19  | 16 | 4  | 7 | 5  | 20 | 22 | −2  |                                               |
| 14  | UTC                   | 18  | 16 | 5  | 3 | 8  | 17 | 33 | −16 |                                               |
| 15  | Binacional            | 17  | 16 | 4  | 5 | 7  | 18 | 27 | −9  |                                               |
| 16  | Juan Pablo II College | 15  | 15 | 4  | 3 | 8  | 18 | 25 | −7  |                                               |
| 17  | Comerciantes Unidos   | 11  | 16 | 2  | 5 | 9  | 17 | 29 | −12 | Rebaixamento para a Liga 2 de 2026            |
| 18  | Ayacucho              | 9   | 16 | 2  | 3 | 11 | 12 | 27 | −15 | Rebaixamento para a Liga 2 de 2026            |
| 19  | Alianza Universidad   | 8   | 16 | 1  | 5 | 10 | 14 | 32 | −18 | Rebaixamento para a Liga 2 de 2026            |

## Playoffs
Caso um mesmo clube vença tanto o Torneio Apertura quanto o Clausura, ele será automaticamente proclamado Campeão Nacional. Nessa situação, os playoffs ainda serão disputados, mas com a finalidade de definir o vice-campeão. Os playoffs seguirão o formato de "mata-mata", com confrontos em jogos de ida e volta.

### Semifinais
Classificam-se os campeões do Torneio Apertura e do Torneio Clausura (desde que ambos estejam entre os oito primeiros colocados da Tabela Acumulada) e os dois clubes com as melhores posições na classificação geral (excluindo os campeões do Apertura e do Clausura). Disputarão em jogos de ida e volta, com o clube com melhor colocação como mandante do jogo de volta. Se ao final dos dois jogos houver empate em pontos, avança o time com melhor saldo de gols no confronto, persistindo a igualdade, o desempate será feito na disputa de pênaltis.
| Chave | Clube 1               | Agregado | Clube 2               | 1.º jogo | 2.º jogo |
| ----- | --------------------- | -------- | --------------------- | -------- | -------- |
| 1     | 1º colocação do geral | —        | 4º colocação do geral | —        | —        |
| 2     | 2º colocação do geral | —        | 3º colocação do geral | —        | —        |

### Final
Os dois clubes classificados das semifinais disputam o título em dois jogos (ida e volta). O clube com melhor colocação na classificação geral será o mandante da partida de volta. O clube que somar mais pontos nesses dois confrontos será proclamado Campeão Nacional da Liga1 Te Apuesto de 2025. Em caso de empate em pontos ao final das duas partidas: será declarado campeão o clube com melhor saldo de gols no confronto, se o empate persistir, o título será decidido por disputa de pênaltis.
| Chave | Clube 1          | Agregado | Clube 2        | 1.º jogo | 2.º jogo |
| ----- | ---------------- | -------- | -------------- | -------- | -------- |
| —     | Melhor finalista | —        | Pior finalista | —        | —        |

## Estatísticas

### Artilharia
- Atualizado até 29 de junho de 2025

| Pos. | Jogador            | Clube               | Gols |
| ---- | ------------------ | ------------------- | ---- |
| 1    | Jhonny Vidales     | ADT                 | 12   |
| 2    | Facundo Callejo    | Cusco               | 11   |
| 3    | Pablo Erustes      | Deportivo Garcilaso | 10   |
| 4    | Alejandro Hohberg  | Sport Boys          | 9    |
| 5    | Agustín Graneros   | Alianza Atlético    | 8    |
| 5    | Martín Cauteruccio | Sporting Cristal    | 8    |
| 7    | Alex Valera        | Universitario       | 7    |
| 7    | Matías Sen         | Comerciantes Unidos | 7    |
| 9    | José Rivera        | Universitario       | 6    |
| 9    | Adrián Ugarriza    | Deportivo Garcilaso | 6    |
| 9    | Luciano Nequecaur  | Sport Boys          | 6    |
| 9    | Cristhian Tizón    | Juan Pablo II       | 6    |
| 9    | Jarlín Quintero    | UTC                 | 6    |

Fonte: Futbolperuano.com